# Lijst van afleveringen van The Brittas Empire
Dit is een lijst met afleveringen van de Engelse televisieserie The Brittas Empire. De serie telt 7 seizoenen. Een overzicht van alle afleveringen is hieronder te vinden.

## Seizoen 1
| Nr. | Titel aflevering       | Uitzenddatum UK  |
| --- | ---------------------- | ---------------- |
| 1   | Laying the Foundations | 3 januari 1991   |
| 2   | Opening Day            | 17 januari 1991  |
| 3   | Bye Bye Baby           | 24 januari 1991  |
| 4   | Underwater Wedding     | 31 januari 1991  |
| 5   | Stop Thief             | 7 februari 1991  |
| 6   | Assassin               | 14 februari 1991 |

## Seizoen 2
| Nr. | Titel aflevering   | Uitzenddatum UK  |
| --- | ------------------ | ---------------- |
| 1   | Back from the Dead | 2 januari 1992   |
| 2   | Temple of the Body | 9 januari 1992   |
| 3   | An Inspector Calls | 16 januari 1992  |
| 4   | Set in Concrete    | 23 januari 1992  |
| 5   | Mums and Dads      | 30 januari 1992  |
| 6   | Safety First       | 13 februari 1992 |
| 7   | New Generations    | 20 februari 1992 |

## Seizoen 3
| Nr. | Titel aflevering      | Uitzenddatum UK  |
| --- | --------------------- | ---------------- |
| 1   | The Trial             | 7 januari 1993   |
| 2   | That Creeping Feeling | 14 januari 1993  |
| 3   | Laura's Leaving       | 21 januari 1993  |
| 4   | Two Little Boys       | 28 januari 1993  |
| 5   | Sex, Lies & Red Tape  | 4 februari 1993  |
| 6   | The Stuff of Dreams   | 11 februari 1993 |

## Seizoen 4
| Nr. | Titel aflevering           | Uitzenddatum UK  |
| --- | -------------------------- | ---------------- |
| 1   | Not a Good Day             | 10 januari 1994  |
| 2   | The Christening            | 17 januari 1994  |
| 3   | Biggles Tells a Lie        | 24 januari 1994  |
| 4   | Mr. Brittas Changes Trains | 31 januari 1994  |
| 5   | Playing with Fire          | 7 februari 1994  |
| 6   | Shall We Dance             | 14 februari 1994 |
| 7   | The Chop                   | 28 februari 1994 |
| 8   | High Noon                  | 6 maart 1994     |

## Seizoen 5
| Nr. | Titel aflevering    | Uitzenddatum UK  |
| --- | ------------------- | ---------------- |
| 1   | That Old, Old Story | 31 oktober 1994  |
| 2   | Blind Devotion      | 7 november 1994  |
| 3   | Brussels Calling    | 14 november 1994 |
| 4   | The Lies Have It    | 21 november 1994 |
| 5   | The Boss            | 28 november 1994 |
| 6   | Pregnant            | 5 december 1994  |
| 7   | UXB                 | 12 december 1994 |
| 8   | The Last Day        | 19 december 1994 |
| 9   | In the Beginning    | 27 december 1994 |

## Seizoen 6
| Nr. | Titel aflevering         | Uitzenddatum UK  |
| --- | ------------------------ | ---------------- |
| 1   | Back with a Bang         | 27 februari 1996 |
| 2   | Body Language            | 12 maart 1996    |
| 3   | At the Double            | 26 maart 1996    |
| 4   | A Walk on the Wildside   | 2 april 1996     |
| 5   | We All Fall Down         | 9 april 1996     |
| 6   | Mr Brittas Falls in Love | 16 april 1996    |
| 7   | Snap Happy               | 23 april 1996    |

## Seizoen 7
| Nr. | Titel aflevering         | Uitzenddatum UK  |
| --- | ------------------------ | ---------------- |
| 0   | Surviving Christmas      | 24 december 1996 |
| 1   | The Elephant's Child     | 6 januari 1997   |
| 2   | Reviewing the Situation  | 13 januari 1997  |
| 3   | http://etc               | 20 januari 1997  |
| 4   | Wake Up the Lion Within  | 27 januari 1997  |
| 5   | The Disappearing Act     | 3 februari 1997  |
| 6   | Gavin Featherly R.I.P.   | 10 februari 1997 |
| 7   | Exposed                  | 17 februari 1997 |
| 8   | Curse of the Tiger Women | 24 februari 1997 |